# Аднан Захирович
Аднан Захирович (босн. Adnan Zahirović, 23 березня 1990, Баня-Лука, СФРЮ) — боснійський футболіст, півзахисник клубу «Железнічар» і збірної Боснії та Герцеговини.

## Кар'єра

### Клубна
Свою професійну кар'єру розпочав у боснійському клубі «Челік» з міста Зениця. У його складі 2 серпня 2008 року дебютував у боснійській Прем'єр-лізі. У матчі першого туру з «Сараєво» Аднан вийшов у стартовому складі і провів на полі всі 90 хвилин, а його команда перемогла 3:1. Всього у своєму першому сезоні на професійному рівні він зіграв в двадцяти іграх. Надалі йому регулярно надавалося місце на футбольному полі. За неповних три роки виступів за «Челік» Аднан взяв участь у 49 іграх, а його клуб жодного разу не зміг піднятися вище десятого місця.
На початку 2011 року Аднан підписав з нальчикським «Спартаком» контракт терміном на три з половиною роки. У російській Прем'єр-лізі дебютував 12 березня 2011 року в матчі з самарськими «Крилами Рад», вийшовши на поле в стартовому складі. У матчі третього туру з пітерським «Зенітом» він забив свій перший м'яч. На 60-й хвилині зустрічі у штовханині біля воріт суперника після розіграшу кутового Ігор Портнягін віддав пас на Аднана, який і переправив м'яч у сітку, зрівнявши рахунок. Надалі команди обмінялися голами ще, і в підсумку зустріч завершилася внічию 2:2.
У лютому 2013 був відданий в піврічну оренду в мінське «Динамо». За столичний клуб зіграв у 8 матчах, голів не забив. 1 липня 2013 року, у зв'язку з закінченням оренди, повернувся нальчикський «Спартак».
В липні 2013 року перейшов у німецький «Бохум», з яким два сезони виступав у Другій Бундеслізі, проте основним гравцем не став і 17 липня 2015 року підписав контракт з ізраїльським «Хапоелем» (Акко).
У лютому 2016 року, після завершення його контракту з «Хапоелем», повернувся на батьківщину і підписав контракт на два роки з «Желєзнічаром», але вже по завершенні сезону знову став легіонером, перейшовши у хорватський «Спліт».

### У збірних
Виступав за юнацьку і молодіжну збірні Боснії і Герцеговини. У складі молодіжної команди перший раз зіграв 27 квітня 2010 року в товариській грі з однолітками з Туреччини. На 82-й хвилині Аднан з'явився на поле, змінивши Горана Галешича, а у компенсований час забив гол, встановивши остаточний рахунок 4:1.
У грудні 2010 року вперше отримав виклик у національну збірну. 10 грудня дебютував у збірній Боснії і Герцеговини, коли головний тренер Сафет Сушич на 46-й хвилині товариського матчу зі збірною Польщі випустив його замість Юре Іванковича. Наступного разу Аднан з'явився на полі у складі збірної 10 серпня 2011 року у зустрічі з Грецією, що пройшла в Сараєво і завершилася нульовою нічиєю.
Всього до 2013 року зіграв у 20 матчах за збірну.

## Досягнення
- Переможець молодіжної першості Боснії і Герцеговини: 2006/07
- Кращий гравець молодіжної першості Боснії і Герцеговини: 2007/08